# مركب ميزو
مركب ميزو أو متزامر ميزو هو متصاوغ فراغي يحتوي على مركزين يدوانيين أو أكثر غير متماثلين، لكنه يحتوي على مستوى داخلي للتناظر بالتالي فهو من المركبات غير النشطة ضوئياً.
فمثلا أحد متصاوغات حمض الطرطريك يعتبر مركب ميزو: إذ عند تدوير الجزيء 180° يتم الحصول على نفس المشهد من ناحية الكيمياء الفراغية.

## اقرأ أيضاً
- كيمياء فراغية